# Åsmanvågen
Åsmanvågen är en sjö i Strömsunds kommun i Jämtland och ingår i Indalsälvens huvudavrinningsområde. Sjön har en area på 0,14 kvadratkilometer och ligger 303 meter över havet. Åsmanvågen ligger i Ammerån Natura 2000-område.

## Delavrinningsområde
Åsmanvågen ingår i det delavrinningsområde (705565-147528) som SMHI kallar för Utloppet av Åsmanvågen. Medelhöjden är 308 meter över havet och ytan är 1,46 kvadratkilometer. Det finns inga avrinningsområden uppströms utan avrinningsområdet är högsta punkten. Vattendraget som avvattnar avrinningsområdet har biflödesordning 3, vilket innebär att vattnet flödar genom totalt 3 vattendrag innan det når havet efter 204 kilometer. Avrinningsområdet består mestadels av skog (71 procent). Avrinningsområdet har 0,14 kvadratkilometer vattenytor vilket ger det en sjöprocent på 9,6 procent.